# Duchowschtschina
Duchowschtschina (russisch Духовщина) ist eine Kleinstadt in der Oblast Smolensk (Russland) mit 4371 Einwohnern (Stand 14. Oktober 2010).

## Geografie
Die Stadt liegt im Westteil der Smolensker Höhen etwa 60 Kilometer nordöstlich der Oblasthauptstadt Smolensk am Flüsschen Wostiza im Flusssystem des Dnepr.
Duchowschtschina ist Verwaltungszentrum des gleichnamigen Rajons.

## Geschichte
An Stelle der heutigen Stadt existierte seit dem 13. oder Anfang des 14. Jahrhunderts das Heiliggeistkloster (russisch Duchow monastyr), um welches im 15. Jahrhundert eine Handelssiedlung namens Duchowskaja Sloboda bestand.
Seit der zweiten Hälfte des 17. Jahrhunderts gehörte das Dorf dem Zarenhof.
1777 wurde das Stadtrecht unter dem heutigen Namen verliehen. Bei der napoleonischen Invasion brannte die Stadt 1812 nieder.
Im Zweiten Weltkrieg wurde Duchowschtschina am 15. Juli 1941 von der Wehrmacht besetzt und am 19. September 1943 von Truppen der Kalininer Front der Roten Armee im Rahmen der Duchowschtschina-Demidower Operation zurückerobert. Während der Kämpfe wurde die Stadt stark zerstört. 

### Bevölkerungsentwicklung
| Jahr | Einwohner |
| ---- | --------- |
| 1897 | 3109      |
| 1926 | 2900      |
| 1939 | 3864      |
| 1959 | 3293      |
| 1970 | 4420      |
| 1979 | 5114      |
| 1989 | 5747      |
| 2002 | 4683      |
| 2010 | 4371      |

Anmerkung: Volkszählungsdaten (1926 gerundet)

## Kultur und Sehenswürdigkeiten
1995 wurde eine neue Heiliggeistkirche (Церковь Святого Духа/zerkow Swjatowo Ducha), benannt in Anlehnung an den Stadtnamen, errichtet.
Die Stadt besitzt ein Historisches und Heimatmuseum.
Im Dorf Bassino ist die Mariä-Verkündigungs-Kirche (Благовещенская церковь/Blagoweschtschenskaja zerkow) von 1814 erhalten, im Dorf Welisto die Gottesmutter-Geburts-Kirche (церковь Рождества Богородицы/zerkow Roschdestwa Bogorodizy) von 1828 und im Dorf Sagussinje die Mariä-Himmelfahrts-Kirche (Успенская церковь/Uspenskaja zerkow) von 1785 erhalten.

## Gedenkstätten und Mahnmale
In Duchowschtschina gibt es eine russische Kriegsgräberstätte.
Die Deutsche Kriegsgräberstätte Duchowschtschina wurde vom Volksbund Deutsche Kriegsgräberfürsorge als Sammelfriedhof angelegt. Die Umbettungsarbeiten begannen im Jahr 2010. Bis zur offiziellen Einweihung am 3. August 2013 wurden auf der für 70.000 gefallene Soldaten konzipierten Anlage 30.000 Tote beigesetzt bzw. umgebettet.

## Wirtschaft
In Duchowschtschina gibt es Betriebe der Lebensmittelindustrie und der Holzwirtschaft.
Bei Osjorny im Norden des Rajons befindet sich das von der OGK-4 betriebene Smolensker Wärmekraftwerk (Smolenskaja GRES).